# Roberto Parra
Roberto Parra Mateo  (* 6. dubna 1976) je bývalý španělský atlet, halový mistr Evropy v běhu na 800 metrů.
V 19 letech se stal juniorským mistrem Evropy v běhu na 800 metrů, o rok později, v roce 1996, na této trati zvítězil na halovém mistrovství Evropy. V následujících letech v této disciplíně na světových soutěžích většinou skončil v semifinále. V závěru kariéry se věnoval běhu na 1500 metrů, na světovém šampionátu v roce 2003 obsadil desáté místo.